# Národní park Virunga
Virunga je národní park v Demokratické republice Kongo rozkládající se mezi pohořími Ruwenzori a Virunga. Virunga sousedí s národními parky Volcanoes ve Rwandě a Ruwenzori v Ugandě. Byl založen roku 1925 a jedná se o jedno z nejstarších chráněných území v Africe.
V roce 1979 byl park zařazen na seznam světového dědictví UNESCO, od roku 1994 je i na seznamu světového dědictví v ohrožení z důvodu ohrožení následkem válečných konfliktů a vzrůstajícího počtu obyvatel žijících v okolí, kteří kácí lesy a loví zvěř. Jen mezi roky 1998 a 2008 bylo v boji proti pytlákům a nelegálním osidlovatelům zabito víc než 120 strážců parku. Jeden z nejhorších útoků se odehrál v dubnu 2020, zemřelo při něm naráz nejméně 12 strážců přírody.